# FC Annecy
FC Annecy is een Franse voetbalclub uit Annecy, Haute-Savoie.
De geschiedenis van de club gaat terug tot mei 1927 toen Football Club d'Annecy werd opgericht. In het seizoen 1942/43 speelde de club kort als profclub. In 1948 was de club een van de stichtende leden van het Championnat de France amateur (derde niveau). Annecy was in 1960 nationaal amateurkampioen. Toen voorzitter Jean Chatenoud in 1970 na 37-jaar stopte, kreeg de club financiële problemen en stopte in 1971. Er werd direct een doorstart gemaakt in de Division 3. De club zakte hierna weg en keerde pas eind jaren 80 terug op het derde niveau. In 1988 promoveerde Annecy naar de Division 2. Met een negende plaats kende Annecy in het seizoen 1990/91 haar beste prestatie maar twee seizoenen later degradeerde de club en in oktober 1993 volgde een faillissement. Als Annecy Football Club werd direct een doorstart gemaakt op het achtste niveau. De club bleef vervolgens schipperen tussen het zesde en zevende niveau. Na twee promoties op rij werd in 2016 wederom het vierde niveau bereikt. In 2020 promoveerde Annecy naar het Championnat National en twee jaar later verder door naar de Ligue 2. De club eindigde in 2023 op een degradatieplaats, maar ontliep deze in extremis door de administratieve degradatie van FC Sochaux.
Ajaccio · 
Amiens · 
Annecy ·  
Bastia ·
Caen ·
Clermont ·
Dunkerque ·
Grenoble ·
Guingamp · 
Laval ·
Lorient ·
Martigues ·
Metz ·
Paris ·
Pau ·
Red Star ·
Rodez ·
Troyes